# Dypsis basilonga
Espèce
Statut de conservation UICN

 CR D : 
En danger critique
Dypsis basilonga est une espèce de palmiers (Arecaceae), endémique de Madagascar. En 2012 elle est considérée par l'IUCN comme une espèce en danger critique d’extinction. Alors qu'en 1995 elle était considérée comme une espèce en danger.

## Répartition et habitat
Cette espèce est endémique au sud-est de Madagascar. Elle est présente entre 300 et 1 000 m d'altitude. Elle pousse sur les plateaux de gneiss où la mousse est abondante.